# 新里智将
新里 智将（しんざと ともゆき、1985年9月8日 - ）は、沖縄県国頭郡国頭村出身のプロバスケットボール選手である。ポジションはガード。182cm、80kg。背番号は出身地にちなんだ92。

## 来歴
興南高校3年次より国体沖縄代表の中心メンバーとして活躍。沖縄代表では根間洋一とチームメイトであった。
名桜大学に進学後、県大会3連覇に貢献。
4年次の2007年、地元よりbjリーグに参戦する琉球ゴールデンキングスに入団。bjリーグとしては初めて、在学中の選手との契約となる。
2008年、りゅうせきクラブに入団。国体にも出場。
2013年、練習生を経て島根スサノオマジックと契約する。背番号は92（出身地の国頭村に由来）。2013-14シーズン終了後契約満了。
島根退団後、福島ファイヤーボンズのトライアウトに合格し、選手契約を締結した。2014-15シーズン後契約満了。
2015年、東京サンレーヴスと契約。